# Rhabdoweisia striata
Rhabdoweisia striata là một loài rêu trong họ Rhabdoweisiaceae. Loài này được Lindb. mô tả khoa học đầu tiên năm 1864.
Danh pháp khoa học của loài này chưa được làm sáng tỏ. 